# Aclytia flavigutta
Aclytia flavigutta là một loài bướm đêm thuộc phân họ Arctiinae, họ Erebidae.